# Selfish (Madison Beer)
Selfish è un singolo della cantante statunitense Madison Beer, pubblicato il 14 febbraio 2020 come secondo estratto dal primo album in studio Life Support.

## Video musicale
Il video musicale è stato reso disponibile il 14 febbraio 2020, in concomitanza con l'uscita del singolo.

## Tracce
Testi e musiche di Elizabeth Lowell Boland, Jaramye Daniels, Jeremy Dussoliet, Leroy Clampitt, Madison Beer e Tim Sommers.
Download digitale
1. Selfish – 3:43

Download digitale – Alan Walker Remix
1. Selfish (con Alan Walker) (Alan Walker Remix) – 3:33

## Formazione
- Madison Beer – voce
- Leroy Clampitt – voce, batteria, basso, tastiera, programmazione
- Kinga Bacik – violoncello

Produzione
- Madison Beer – produzione
- Leroy Clampitt – produzione, assistenza alla registrazione
- Chris Gehringer – mastering
- Mitch McCarthy – missaggio

## Successo commerciale
Selfish ha debuttato alla numero 98 della Billboard Canadian Hot 100, diventando la prima entrata della cantante nella classifica.
Nella classifica dei singoli britannica la canzone ha debuttato al numero 77 il 16 aprile 2020, diventando la terza entrata dell'interprete nel Regno Unito.

## Classifiche
| Classifica (2020) | Posizione massima |
| ----------------- | ----------------- |
| Canada            | 72                |
| Grecia            | 65                |
| Irlanda           | 25                |
| Lettonia          | 98                |
| Lituania          | 63                |
| Portogallo        | 155               |
| Regno Unito       | 53                |
| Stati Uniti       | 119               |